# La Fille au fouet
Pour plus de détails, voir Fiche technique et Distribution.
La Fille au fouet est un film français réalisé par Jean Dréville, d'après le roman d'Ernst Zahn et sorti en 1952.
Jean Dréville tourna la même année une version allemande sous le titre Das Geheimnis vom Bergsee avec Lil Dagover dans le rôle de Lamberta.

## Synopsis
L'histoire se déroule dans la région frontalière de la Suisse et de l'Italie. Pietro Pons, connu de tous les montagnards du coin comme un garçon de 18 ans, est en réalité une fille que, depuis sa naissance, sa mère Lamberta fait passer pour un garçon.
En effet Lamberta fut mariée avec Joseph Pons, issu d'une riche famille et avec qui elle eut un garçon. Mais Joseph disparut un jour et leur enfant Pietro, d'une constitution fragile, mourut peu après.
Restée seule, Lamberta rencontra ensuite un homme nommé Bolzani, avec qui elle eut une fille : Angelina. Ce Bolzani, qui était contrebandier, fut tué par les douaniers et Lamberta, se retrouvant de nouveau seule avec Angelina, décida alors de faire passer Angelina auprès de sa belle-famille pour Pietro, le fils décédé qu'elle eut avec Joseph Pons.
Ainsi Angelina grandit libre sous le nom de Pietro, courant la montagne et appréciant la compagnie des contrebandiers, mais (cette situation scandalisant son tuteur) va se faire enfermer dans une institution, avant de bientôt s'en évader puis de rejoindre Calixe, un de ses amis, qui avait découvert à l'occasion d'un bain en pleine nature qu'elle était une femme. Ils tombent amoureux, mais des péripéties les attendent ...

## Fiche technique
- Titre : La Fille au fouet
- Titre allemand : Das Geheimnis vom Bergsee
- Réalisation : Jean Dréville
  - Assistant réalisateur : Marcel Ophüls
- Scénario : Jeanne Humbert, d'après le roman d'Ernst Zahn Pietro-Angelina, le contrebandier
- Photographie : Marc Fossard
- Son : Lucien Lacharmoise
- Décors : Robert Dumesnil
- Musique : Bernard Schulé
- Montage : Jean Feyte et Henri Rust
- Production : Les Films Monopole - Aidal-Beaujon Films
- Format : Son mono - Noir et blanc - 35 mm  - 1,37:1
- Pays de production :  France
- Genre : Drame
- Durée : 82 minutes
- Date de sortie : 
  - France : 26 septembre 1952
- Affiche : Jacques Bonneaud (France)

## Distribution
- Véronique Deschamps : Angelina / Pietro
- Michel Barbey : Calixe
- Colette Darfeuil : Loretta
- Michel Simon : le tuteur d'Angelina
- Gaby Morlay : Lamberta, la mère d'Angelina
- Marcelle Géniat : madame Pons, belle-mère de Lamberta
- Pauline Carton : Louisa, la bonne
- Howard Vernon : Borgo, l'aubergiste
- Claire Gérard : la femme de Borgo
- René Pascal
- Hans Verner